# لارس برينك
لارس برينك (بالسويدية: Lars Brink)‏ (و. 1943 – م) هو فيزيائي، وأستاذ جامعي من السويد .
وهو عضواً في الأكاديمية الملكية السويدية للعلوم .

## مناصب وهيئات
أدار جامعة شالمر للتكنولوجيا.